# Sân vận động Lucas Oil
Sân vận động Lucas Oil (tiếng Anh: Lucas Oil Stadium) là một sân vận động đa năng ở Trung tâm thành phố Indianapolis, Indiana, Hoa Kỳ. Sân thay thế RCA Dome thành sân nhà của Indianapolis Colts của National Football League (NFL) và được khánh thành vào ngày 16 tháng 8 năm 2008. Sân vận động được xây dựng để cho phép phá dỡ RCA Dome và mở rộng Trung tâm hội nghị Indiana trên địa điểm của sân. Sân vận động nằm ở phía nam của Đường South, một khối phía nam trên địa điểm cũ của RCA Dome. Năm 2006, trước khi xây dựng sân vận động, Lucas Oil Products đã bảo đảm quyền đặt tên cho sân vận động với chi phí 122 triệu đô la trong vòng 20 năm. Sân vận động cũng đóng vai trò là sân nhà hiện tại của Indy Eleven của United Soccer League, cũng như là chủ nhà của Drum Corps International Championships kể từ năm 2009.
Công ty kiến trúc HKS, Inc. chịu trách nhiệm thiết kế sân vận động, với Walter P Moore làm kỹ sư kết cấu. Sân vận động có mái che có thể thu vào và một cửa sổ lớn có thể thu vào ở một đầu, do đó cho phép Colts và Eleven thi đấu ở cả trong nhà và ngoài trời. Bề mặt sân ban đầu là FieldTurf nhưng đã được thay thế vào năm 2018 bằng Shaw Sports Momentum Pro. Mặt ngoài của sân vận động mới được lát gạch màu nâu đỏ được trang trí bằng đá vôi Indiana, tương tự như một số địa điểm thể thao khác trong khu vực, bao gồm Bankers Life Fieldhouse, Hinkle Fieldhouse, và Đấu trường Fairgrounds.